# Art amarnien
L'art amarnien, durant la période amarnienne (1353–1336 avant notre ère), est une forme d'art de l'Égypte antique qui révolutionna les canons artistiques classiques en place depuis plusieurs siècles. C'est sous le pharaon Amenhotep III que le style amarnien naît, style qui se développera surtout sous le règne de son successeur, Akhenaton, et essentiellement dans la nouvelle capitale fondée par ce pharaon. On le retrouve, par exemple, dans les sépultures des nobles qui furent ensevelis dans les environs. Le nom arabe de cette capitale est Tell el-Amarna, d'où l'adjectif « amarnien ».

## Caractéristiques
L'art amarnien se caractérise d'une part par un art délicat où abondent les plantes, les fleurs et les oiseaux ainsi que les scènes de genre, proche d'un art « naturaliste », et par la représentation plutôt réaliste des personnages en dehors de la famille royale. Celle-ci voit ses figures subir de fortes déformations liées à l'expression d'une idéalisation extrême.

## Sculpture

### Akhenaton et sa famille
La sculpture suit en quelque sorte l'évolution du règne. En effet, dès le début, le roi se fit figurer dans son temple de Karnak sous l'aspect traditionnel de colosse osiriaque mais dont les formes sont déjà si singulières et uniques dans l'art égyptien. La sculpture officielle, quant à elle, adopte des formes et des traits atteignant un réalisme qui tranche nettement avec la production des règnes antérieurs. Si la tradition est conservée quant à l'identification au roi dans les poses ou les formes générales de la statuaire, s'inscrivant dans la continuité des époques précédentes, les portraits semblent réalisés d'après nature, et non plus à partir du portrait royal officiel, et permettent de donner à la pierre polie davantage d'expressions et de différences morphologiques d'un exemplaire à l'autre.
Par chance on a retrouvé à Akhetaton les ruines de l'atelier de Thoutmès, sculpteur officiel de la cour royale. Sous les couches de débris de l'atelier se trouvaient toute une série d'épreuves de l'artiste dont le célèbre buste de Néfertiti mais également des portraits réalisés en moulage de plâtre dont il est tentant d'imaginer qu'ils ont été réalisés sur le modèle original, les personnes royales elles-mêmes.
Nous serions alors en présence d'une véritable galerie de portraits authentiques de cette cour amarnienne qui marqua si intensément le pays et sa production artistique.
L'art amarnien est un art dont l'origine et le but sont royaux. Certains textes de l'époque (dont une stèle du sculpteur Bak) nous rapportent que le roi lui-même enseigna aux artistes ces modifications profondes dans la représentation.
S'il est vrai que la sculpture subit dès Amenhotep III des changements sensibles préfigurant ceux qui seront largement accentués par Akhenaton, c'est essentiellement dans l'art pariétal que la révolution se fait sentir.
Bien que les canons soient restés les mêmes (subdivision et carroyage des figures inchangés à cette époque) il est toutefois notoire que l'on assiste à un assouplissement des poses et une diversification des scènes. Il n'en reste pas moins que l'ensemble de la production pariétale n'avait d'autre but que de mettre en scène la relation entre la création, avec tout ce qu'elle comporte de vivant, et l'astre solaire, le créateur, qui domine toujours les scènes et inonde de ses rayons aux mains bienfaitrices les tableaux ainsi composés. Au milieu ou en bonne place on trouve en général le roi, unique intermédiaire entre le dieu et les hommes en compagnie de la reine et de leurs enfants, faisant face au soleil, consacrant des offrandes et recevant en retour du dieu les signes de vie ânkh.

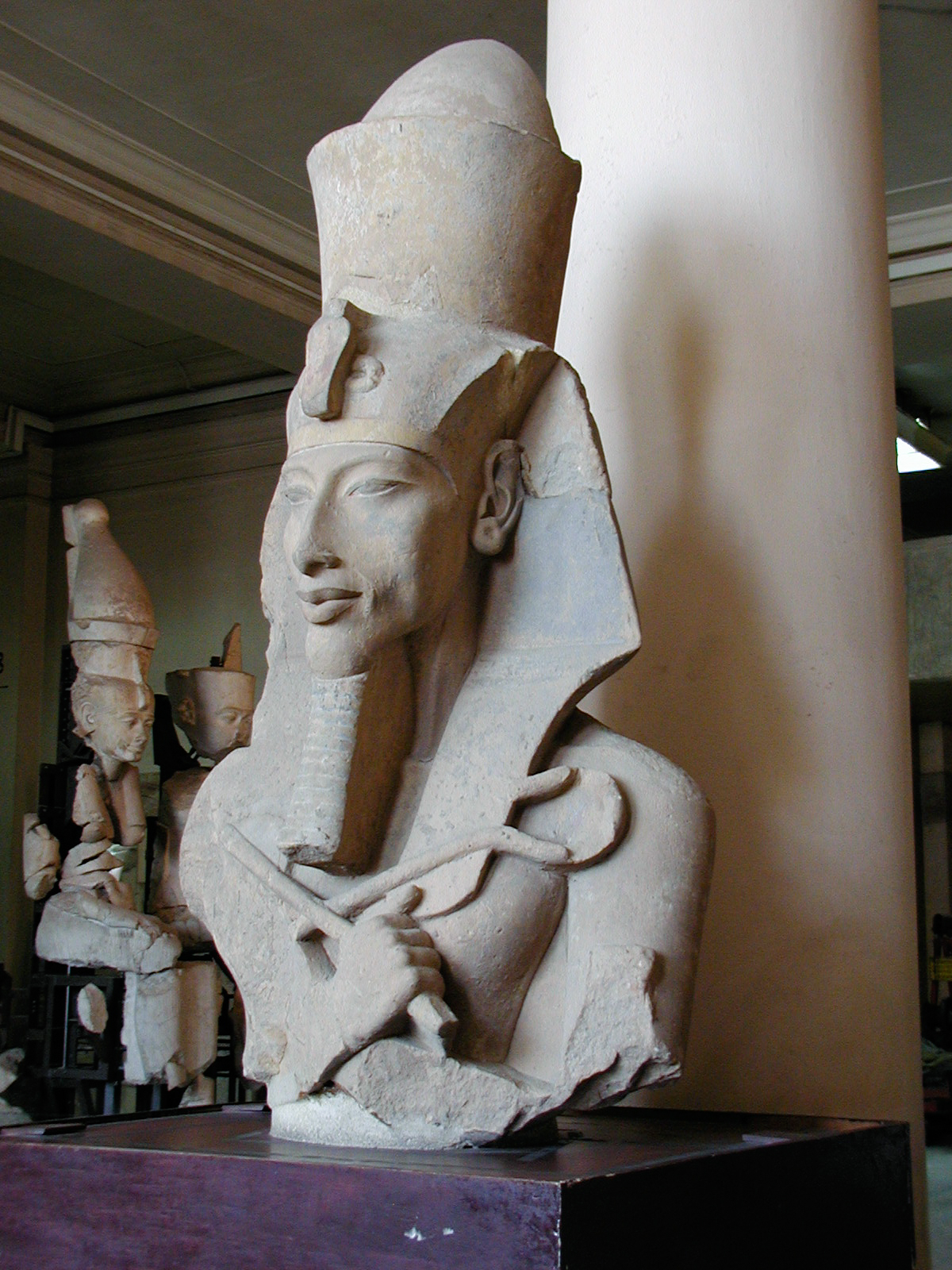
Partie supérieure d'un colosse d'Akhenaton (Musée égyptien du Caire).
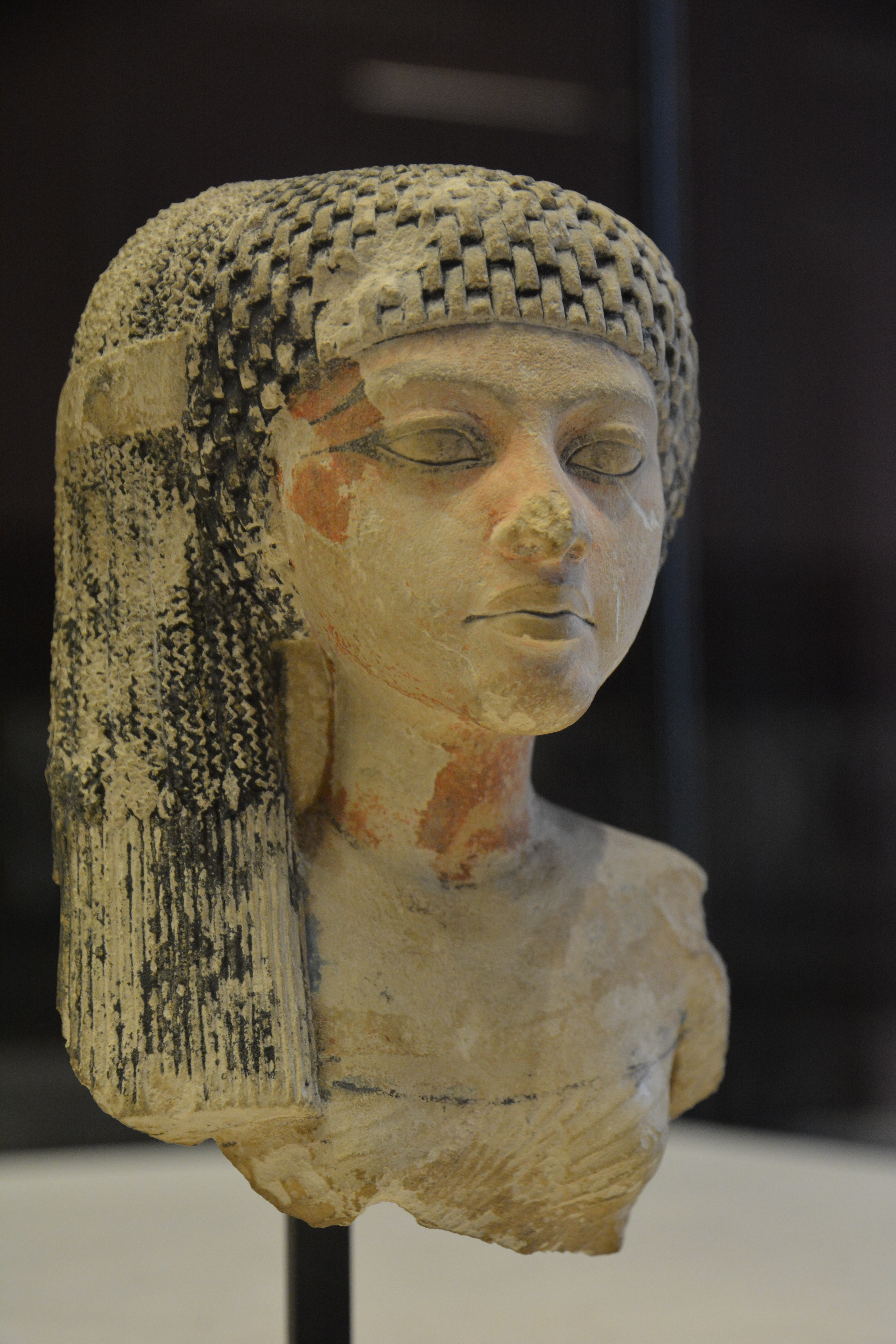
Une fille d'Akhenaton. Calcaire peint. L. 10 cm (Musée du Louvre).
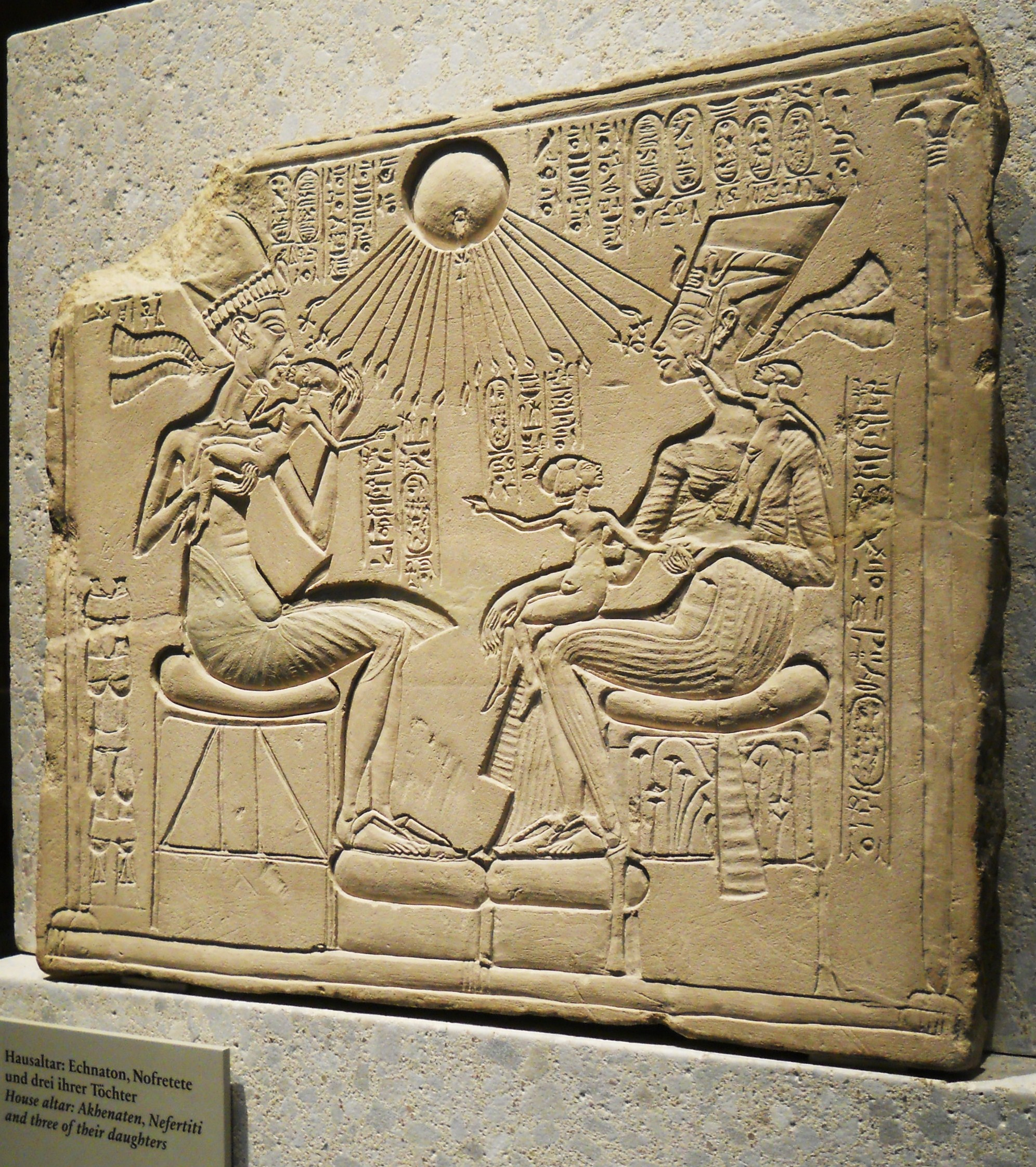
Stèle à la famille royale amarnienne Calcaire, L. 39 cm (Musée égyptien de Berlin).
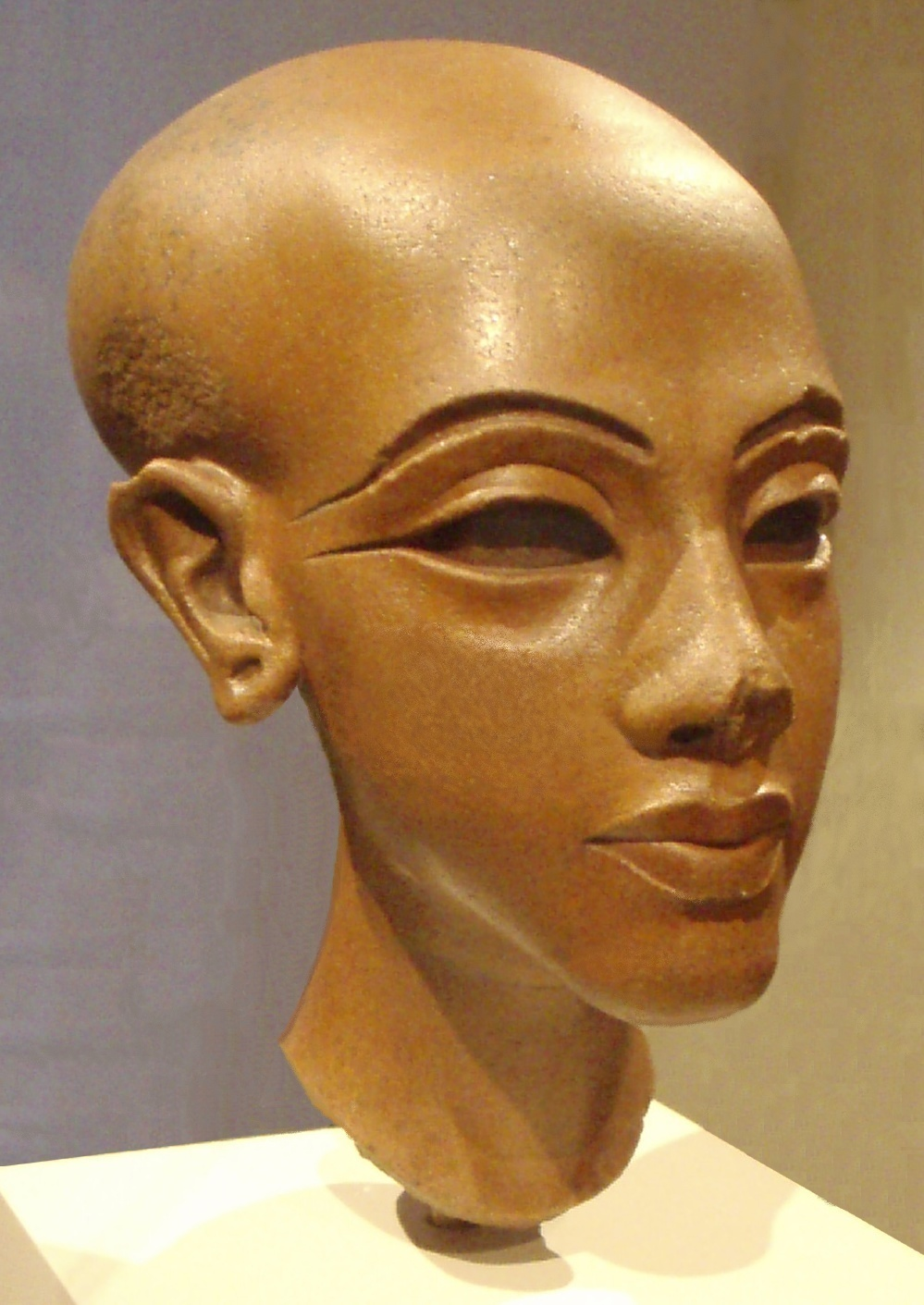
Tête inachevée d'une princesse amarnienne. Quartzite. H. 21 cm (Musée égyptien de Berlin).

C'est donc le rapport au monde que l'art amarnien change, en cela que l'ensemble de la création devient représentable car issue du dieu soleil Aton qui, à travers la personne du roi, lui garantit la vie - donc l'éternité.

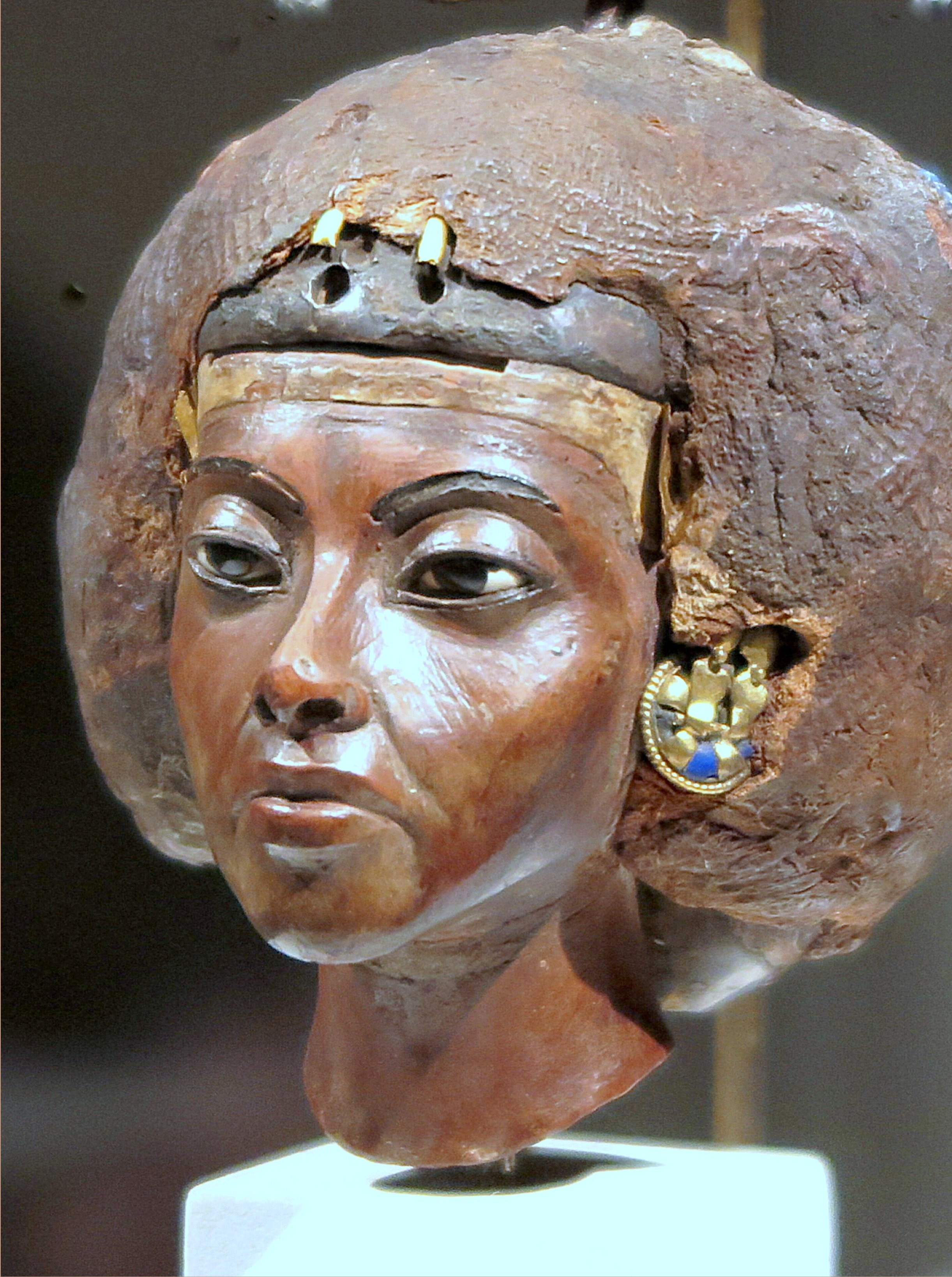
, v. 1355
Nouv. Emp.,
Bois d'if, toile de lin, or, lapis
H. 9,5 cm.
Musée égyptien de Berlin.

Les images de l'élite du Nouvel Empire donnaient aux femmes un aspect constamment jeune et beau, au Nouvel Empire.

### La reine Tiyi
Seule exception, apparemment, à l'éternelle jeunesse des femmes, le portrait de la reine Tiyi du Neues Museum, aux traits si caractéristiques qu'ils en confinent au réalisme, et pose bien d'autres questions en raison de son étrange coiffure. Mais elle était l'épouse d'Amenhotep III, dont il existe un portrait de l'homme âgé et qui sont les parents du futur Akhenaton, le réformateur radical ? C'est un curieux portrait, au premier regard, dont la coiffe surprend. Comme un casque, cette masse brune recouvre, en fait, le khat d'argent avec des ornements d'or et d'incrustations précieuses, dont on distingue une boucle d'oreille mais qui devait donner, initialement, à ce portrait un aspect vraiment resplendissant. Autant qu'on puisse le savoir, cette masse brune est en lin, cire et colle, et, à l'origine, elle couvrait l'ensemble des ornements et les cobras (uraei) qui sont aujourd'hui visibles dans la boucle d'oreille. La version altérée par ce « casque » possédait une couronne de plumes, en bois doré et plâtre, dont il reste des traces et des perles bleu engluées dedans. Si cette couronne hathorique était habituelle à Amarna, la perruque n'avait pas cette forme ronde, mais en trois parties. Selon Dorothea Arnold, 1996, les deux états correspondraient, dans la première version, à l'image d'une déesse funéraire (Isis ou Nephthys) à l'époque amarnienne et ensuite, cette fonction n'étant pas conforme au « retour à l'orthodoxie », on aurait transformé la statuette de la reine Tiyi, pour lui donner un aspect traditionnel du retour à l'ordre précédent.

## Tombes

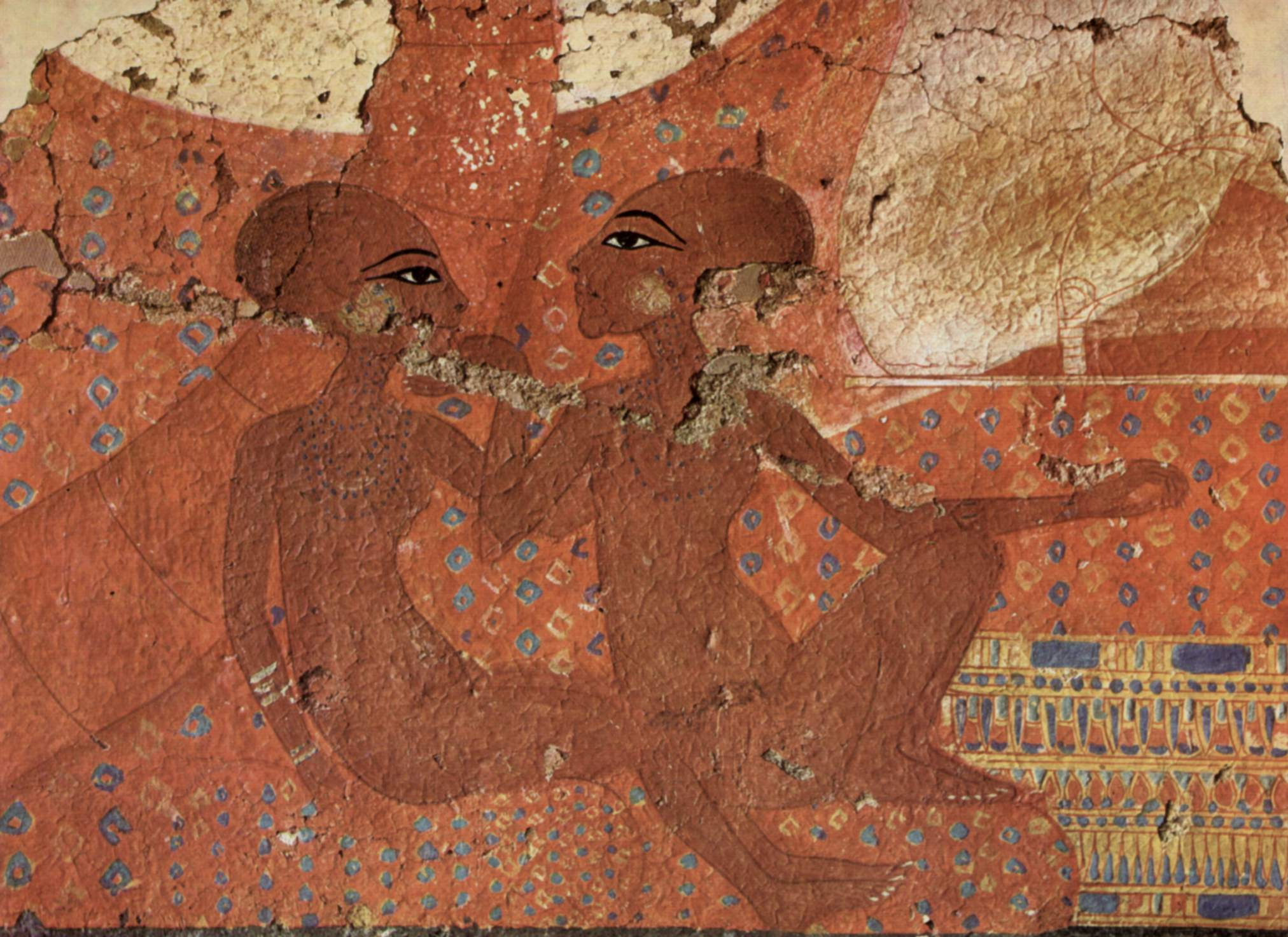
Deux filles d'Amenhotep IV/Akhenaton (El-Amarna).

Ainsi, les vieux tabous tombent et n'ont plus de raisons de s'exprimer ou d'être censurés, brisant en même temps des siècles de traditions. Ainsi la tombe royale aménagée à l'est de la capitale, et non plus à l'ouest (traditionnel emplacement du monde des morts), porte des représentations au cœur même du caveau ayant plus à voir avec la vie de la famille royale qu'avec la future vie du roi dans l'au-delà. On voit donc Pharaon sur son char sortant du palais suivi de ses serviteurs, se rendant au grand temple d'Aton. Il consacre une grande offrande au dieu qui illumine un monde regorgeant de vie ; ainsi sont représentés des animaux de toutes sortes qui n'auraient jamais trouvé leur place au cœur d'un tombeau royal. D'autres tableaux représentent la famille royale dans des scènes de la vie intime, en train de manger ou encore de se toucher… toutes ces représentations avaient un sens précis qui allait à l'encontre de l'image classique du pharaon, beau comme un dieu, immuable et impénétrable, aussi éloigné du monde des hommes dans sa figuration qu'il pouvait l'être dans la réalité lorsqu'il vivait reclus dans son palais.
En cela l'art amarnien organise donc une vraie rupture que la ville d'Akhetaton elle-même vient confirmer. Installée sur la rive orientale du Nil, elle était en fait concentrée autour du palais royal, gigantesque, et des grands temples dédiés à Aton. Il s'agissait de créer un nouvel espace permettant de mettre en scène la vie de la famille royale, vie et geste qui devenaient alors de véritables rituels dans le culte de l'astre solaire et que les représentations, que nous trouvons si charmantes, ne font que reproduire comme le culte de n'importe quel dieu était figuré sur les murs de son temple. Là, c'est toute la cité qui devient le temple d'Aton et de son hypostase Akhenaton !
Nous pouvons donc dire que l'art amarnien participe à cette mise en scène, mieux, l'illustre et par le truchement de son caractère sacré, qui lui n'est pas abandonné ou changé, rend son effectivité éternelle.
On comprend mieux alors l'acharnement des prêtres des anciens cultes à faire disparaître ces représentations et sculptures afin de les rendre inefficaces à jamais, à la suite de la restauration entreprise dès Toutânkhamon. L'objectif de ces destructions, en plus d'effacer la mémoire d'Akhenaton, était de briser leur capacité de manifestation qui, selon la mentalité égyptienne, habitait toute image figurée, modelée ou sculptée.